# Anton Rubtsov
Anton Rubtsov (født 17. februar 1987 i Tambov, Rusland) er en tysk skuespiller af russisk afstamning. 
Han har medvirket i flere film og spillet teater. Han har medvirket i sæson 7, 8, 9 og 10 af den danske dramaserie Badehotellet, som den tyske løjtnant Uwe Kiessling, og i Netflix' tv-serie Dark, som den prostituerede Benni.